# Río Busento
El Busento es un río de la región de Calabria, al suroeste de Italia. Nace en el Monte Cucuzzo, tiene 90 km de longitud y es afluente del río Cratis.

## Historia y leyenda del río Busento

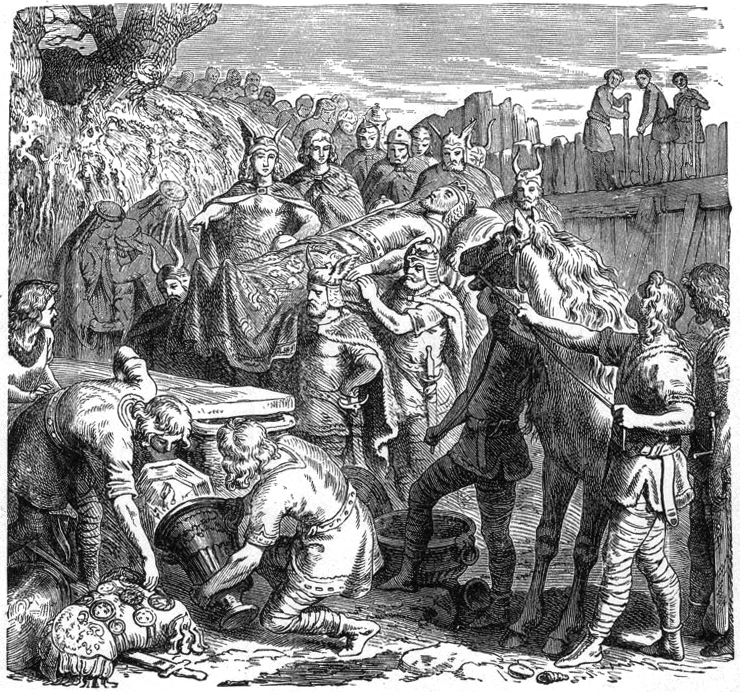
Sepelio de Alarico I en el río Busento.

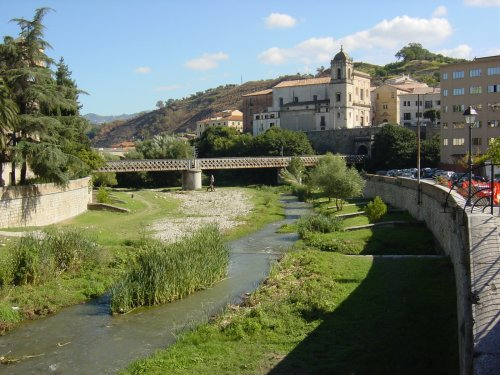
El río Busento.

El rey visigodo Alarico I, después del saqueo de Roma y en busca de un asentamiento duradero para su pueblo en el norte de África cayó enfermo debido a la malaria en el sur de Italia. Murió en el 410 d. C. en los alrededores de Cosenza donde, según la tradición visigoda, fue sepultado en el lecho del río Busento junto al tesoro real procedente del saqueo de Roma. 
Su entierro conllevó una gran obra de ingeniería hidráulica desviando el curso del río para después retornarlo a su curso natural. Estos trabajos fueron realizados por esclavos romanos que fueron posteriormente ejecutados por el ejército de Alarico para que nunca fuese revelada la ubicación exacta de la sepultura.
La leyenda de Alarico y su sepultura en el río Busento ha inspirado la poesía de August Graf von Platen Das Grab im Busento, una representación romántica de la muerte y sepultura de Alarico.